# Esbjerg Realskole
Esbjerg Realskole blev grundlagt i 1883. Skolen er placeret i Esbjerg midtby på adressen Svendsgade 19-21. Skolen har i dag ca. 450 elever med to klasser i hver årgang fra børnehaveklasse til 10. klasse

## Ekstern henvisning
- Esbjerg Realskoles hjemmeside Arkiveret 22. oktober 2020 hos  Wayback Machine

| Skole | Spire Denne artikel om en skole, en uddannelsesinstitution eller uddannelse er en spire som bør udbygges. Du er velkommen til at hjælpe Wikipedia ved at udvide den. |